# Esperanto
Esperanto (cel care speră) este cea mai răspândită limbă artificială. Limba a fost creată în 1887 de către Ludovic Lazar Zamenhof (1859 - 1917) după mai bine de 10 ani de muncă, pentru a servi ca limbă auxiliară internațională, o a doua limbă pentru fiecare. A descris limba în cartea „Limba internațională a Dr. Esperanto” (în rusă: Международный язык; denumită Unua Libro de către esperantiști), publicată sub pseudonimul „Doktoro Esperanto” (în rusă: Дръ Эсперанто). Primilor adoptatori ai limbii le-a plăcut numele Esperanto și au început să-l folosească pentru a-și descrie limba.
În gama limbilor construite, esperanto ocupă o poziție intermediară între „naturalistă” (imitarea limbilor naturale existente) și a priori (unde caracteristicile nu se bazează pe limbi existente). Vocabularul, sintaxa și semantica esperanto provin în principal din limbile din familia indo-europeană. O majoritate substanțială a vocabularului său (aproximativ 80%) provine din limbile romanice, dar conține, de asemenea, elemente derivate din limbile germanice, grecești și slave. Una dintre cele mai notabile caracteristici ale limbii este sistemul său extins de derivare, în care prefixele și sufixele pot fi combinate liber cu rădăcinile pentru a genera cuvinte, făcând posibilă comunicarea eficientă cu un set mai mic de cuvinte.
Esperanto este cea mai de succes limbă auxiliară internațională construită și singura astfel de limbă cu o populație considerabilă de vorbitori nativi (denaskuloj), estimată la 2.000. Estimările privind utilizarea sunt dificile, dar două estimări plasează numărul de persoane care știu să vorbească esperanto la aproximativ 100.000. Concentrarea vorbitorilor este cea mai mare în Europa, Asia de Est și America de Sud. Deși nicio țară nu a adoptat Esperanto în mod oficial, Esperantujo („Țara Esperanto”) este folosit ca nume pentru colecția de locuri în care limba este vorbită. Limba a câștigat, de asemenea, o prezență notabilă pe internet. Ea devine din ce în ce mai accesibilă pe platforme precum Wikipedia, Amikumu, Google Translate și Duolingo. Vorbitorii de esperanto sunt adesea numiți esperantiști (Esperantistoj). O serie de reforme, cunoscute sub numele de Esperantido, au fost propuse de-a lungul anilor.
Primul dicționar de esperanto pentru vorbitorii de limba română a apărut în 1889.
Este menționată în "Cartea recordurilor" ca fiind singura limbă fără verbe neregulate.  În plus, are o scriere pur fonetică: fiecărei litere îi corespunde un singur sunet, și pentru fiecare sunet există o singură literă.

## Internet
La 28 mai 2015, platforma de învățare de limbi străine Duolingo a lansat un curs gratuit de esperanto pentru vorbitorii de limbă engleză. La 25 martie 2016, când primul curs de esperanto Duolingo și-a încheiat faza de testare beta, cursul avea 350 000 de persoane înregistrate pentru a învăța esperanto prin intermediul limbii engleze. Până în iulie 2018, numărul de cursanți crescuse la 1,36 milioane. La 20 iulie 2018, Duolingo a trecut de la înregistrarea cumulativă a utilizatorilor la raportarea doar a numărului de „cursanți activi” (adică, cei care studiază la momentul respectiv și nu au finalizat încă cursul), care în octombrie 2022 se ridică la 299.000 de cursanți.
Din octombrie 2018, Lernu!, o altă platformă de învățare online pentru esperanto, avea 320.000 de utilizatori înregistrați și aproape 75.000 de vizite lunare.
Platformele de învățare a limbilor Drops, Memrise și LingQ au, de asemenea, materiale pentru esperanto.
La 22 februarie 2012, Google Translate a adăugat esperanto ca a 64-a limbă a sa. La 25 iulie 2016, Yandex Translate a adăugat esperanto ca limbă.

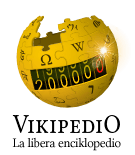
Versiune de logo pentru sărbătorirea celui de-al 200.000-lea articol pe Wikipedia în Esperanto

În ianuarie 2025, Esperanto Wikipedia (Vikipedio) conținea aproximativ 371.000 de articole, ceea ce o face a 37-a cea mai mare Wikipedia, în funcție de numărul de articole, și este cea mai mare Wikipedia într-o limbă construită. Aproximativ 150.000 de utilizatori consultă Vikipedio în mod regulat, după cum atestă datele de logare agregate automate de pe Wikipedia, care au arătat că în octombrie 2019 site-ul are 117.366 de vizitatori individuali unici pe lună, plus 33.572 care vizualizează site-ul pe un dispozitiv mobil.

## Istorie
- În 1887 apare la Varșovia prima carte despre esperanto, intitulată Международный язык. Предисловіе полный учевникъ. por Rusoj. Варшава. Типо-Литографія Х. Келтера, ул. Новолипъе Nº 11. 1887. Ca autor este indicat Дръ Эсперанто. În același an au apărut următoarele versiuni ale aceleași lucrări, toate semnate de Dr. Esperanto:
  - Język międzynarodowy. Przedmova i podręcznik kompletny. por Poloj.
  - Langue internationale. Préface et manuel complet. por Francoj.
  - Internationale Sprache. Vorrede und vollständiges Lehrbuch. por Germanoj.
- Primul poem scris în esperanto este Mia penso (Gândul meu), de L.L. Zamenhof (1887)
- La 7 august 1887 apare în ziarul polonez Kurjer Codzienny (Curier zilnic) primul articol despre esperanto, sub semnătura lui Władysław Sabowski
- În decembrie 1888 grupul volapükist 'Nürnberger Weltsprache Verein' se transformă în club esperantist
- În octombrie 1889 apare la Nürnberg prima gazetă esperantistă, intitulată La Esperantisto (Esperantistul)
- La 26 octombrie 1889 are loc prima slujbă religioasă în cadrul căreia se folosește esperanto, la biserica catolică din Smolensk
- Prima lucrare în proză scrisă în esperanto este Marko Kraljeviĉ (1897). Autor: rusul M. Abesgus
- În 1905 are loc la Boulogne-sur-Mer primul Congres Mondial de Esperanto, cu 688 de participanți. Ulterior el se va numi Universala Kongreso (UK - Congresul Universal). În același ani apare prima ediție a Fundamento de Esperanto (Temelia limbii esperanto). Tot în 1905 francezul Paul Berthelot lansează revista Esperanto, care din 1908 este organul UEA
- În 1907 apare primul roman original în esperanto: Kastelo de Prelongo (Castelul din Prelong). Autor: francezul Henri Vallienne
- În 1908 se fondează Universala Esperanto-Asocio (UEA - Asociația Universală de Esperanto)
- În 1910 Congresul Universal de Esperanto are loc în afara Europei: în Washington, D.C. (SUA). Participanți: 357
- În 1921 se fondează Sennacieca Asocio Tutmonda (SAT - Asociația Mondială Non-națională), organizație preponderent muncitorească
- În 1933-1934 apare prima ediție a Enciklopedio de Esperanto (Enciclopedia esperanto), în două volume. Lucrarea va fi republicată într-un singur volum în 1986
- În 1938 are loc la Groet primul Congres Mondial al Tineretului Esperantist, cu 203 participanți. Cu acea ocazie se fondează Tutmonda Junular-Organizo (TJO - Organizația Mondială a Tineretului), care în 1952 își va schimba numele în Tutmonda Esperantista Junulara Organizo (TEJO - Organizația Mondială a Tineretului Esperantist). În 1956 TEJO a devenit secția pentru tineret din cadrul UEA
- În 1956 a avut loc primul Internacia Infana Kongreseto (IIK - Micul Congres Internațional pentru Copii), care se desfășoară în paralel și în aceeași țară cu UK. La primul IIK au participat 35 de copii din 7 țări
- Congresul Universal de Esperanto s-a desfășurat pentru prima dată în Asia, în 1965, la Tokyo (Japonia), cu 1710 participanți. În America Latină primul Congres Universal de Esperanto a avut loc în 1981 în Brasília (Brazilia)

## Începuturile în România
Heinrich Fischer-Galați (1879-1960), un traducător, redactor și industriaș evreu, a învățat esperanto în 1902. În 1904 Heinrich Fischer-Galați a inițiat la Galați primele cursuri de esperanto și a înființat primul grup esperantist din România. Printre cursanți s-a aflat și viitorul politician Grigore Trancu-Iași.
Heinrich Fischer-Galați a fost și fondator și președinte al Societății Esperantiste din Galați (prima societate esperantistă din România), al Federației Societăților Esperantiste din România și al Centrului Esperantist Român. În 1910 a fost decorat cu ordinul "Steaua României".
Un alt promotor al limbii esperanto în România a fost Andreo Cseh (1905-1979) din Luduș. Acesta a înființat la Cluj și București societăți esperantiste. Între colaboratorii săi s-a numărat filologul Tiberiu Morariu.

## Fonologie
Esperanto are de obicei între 22 și 24 de consoane (în funcție de analiza fonemică și de vorbitor), cinci vocale și două semivocale care se combină cu vocalele pentru a forma șase diftongi (consoana /j/ și semivocala /i̯/ se scriu ambele ⟨j⟩, iar consoana neobișnuită /dz/ se scrie cu digraful ⟨dz⟩, care este singura consoană care nu are litera sa proprie). Tonul nu este folosit pentru a distinge sensurile cuvintelor. Accentul în cuvânt este întotdeauna pe penultima vocală în cuvintele esperanto propriu-zise, cu excepția cazului în care vocala finală o este elidată, un fenomen care apare mai ales în poezie. De exemplu, familio „familie” este [fa.mi.ˈli.o], cu accentul pe al doilea i, dar când cuvântul este folosit fără finalul o (famili'), accentul rămâne pe al doilea i: [fa.mi.ˈli].

### Consoane
|             | Labială | Labială | Alveolară | Alveolară | Palatală | Palatală | Velară | Velară | Glotală | Glotală |
| ----------- | ------- | ------- | --------- | --------- | -------- | -------- | ------ | ------ | ------- | ------- |
| Nazale      | [m]     | [m]     | [n]       | [n]       |          |          |        |        |         |         |
| Oclusive    | [p]     | [b]     | [t]       | [d]       |          |          | [k]    | [ɡ]    |         |         |
| Africate    |         |         | [t͡s]      | ([d͡z])    | [t͡ʃ]     | [d͡ʒ]     |        |        |         |         |
| Fricative   | [f]     | [v]     | [s]       | [z]       | [ʃ]      | [ʒ]      | [x]    | [x]    | [h]     | [h]     |
| Aproximante |         |         | [l]       | [l]       | [j]      | [j]      |        |        |         |         |
| Vibrante    |         |         | [r]       | [r]       |          |          |        |        |         |         |

Există un anumit grad de alofonie:
- Sunetul [r] este de obicei redat ca o vibrantă alveolară [r], dar poate fi și o vibrantă uvulară [ʀ],[22] o uvulară fricativă [ʁ],[23] și o sonantă alveolară [ɹ].[24] Multe alte forme, precum o bătută alveolară [ɾ] sunt folosite și acceptate în practică.
- [v] se pronunță în mod normal ca un v românesc, dar poate fi pronunțat [ʋ] (între v și w din engleză) sau [w], în funcție de fondul lingvistic al vorbitorului.
- O semivocală /u̯/ apare în mod normal doar în diftongi după vocalele [a] și [e̞] sau [e], nu ca o consoană [w].
- O asimilare comună, deși discutată, include pronunțarea lui ⟨nk⟩ ca [ŋk] și ⟨kz⟩ ca [ɡz].

Un număr mare de grupuri consonantice pot apărea, până la trei în poziție inițială (ca în stranga, „ciudat”) și cinci în poziție medială (ca în ekssklavo, „fost sclav”). Grupările finale sunt neobișnuite, cu excepția numelor neasimilate, a eliziunii poetice a finalului o și a foarte puține cuvinte de bază, precum cent „sută” și post „după”.

### Vocale
Esperanto are cele cinci monoftonguri găsite în limbi precum spaniolă, ebraică și greacă modernă.
|          | Anterioară | Posterioară |
| -------- | ---------- | ----------- |
| Închisă  | [i]        | [u]         |
| Mijlocie | [e̞], [e]   | [o̞], [o]    |
| Deschisă | [ä], [a]   | [ä], [a]    |

|          | Anterioară | Posterioară |
| -------- | ---------- | ----------- |
| Închis   |            | [ui̯]        |
| Mijlocie | [ei̯], [eu̯] | [oi̯]        |
| Deschisă | [ai̯], [au̯] | [ai̯], [au̯]  |

Având în vedere că există doar cinci calități ale vocalelor, sunt tolerate variații semnificative în pronunție. De exemplu, ⟨e⟩ variază frecvent de la [e] (franceză é) la [ɛ] (franceză è). Aceste detalii depind adesea de limba maternă a vorbitorului. O ocluziune glotală poate apărea între vocale adiacente în vorbirea unor persoane, în special atunci când cele două vocale sunt aceleași, ca în heroo „erou” ([he.ˈro.o] sau [he.ˈro.ʔo]) și praavo „străbunic” ([pra.ˈa.vo] sau [pra.ˈʔa.vo]).

## Ortografie
Alfabetul esperanto folosește majoritatea literelor din alfabetul latin, cu excepția ⟨q⟩, ⟨w⟩, ⟨x⟩, ⟨y⟩, care apar doar în nume proprii, pentru că acestea nu sunt asimilate și se scriu ca în limba originală. Mai sunt folosite o serie de litere cu diacritice (în esperanto ĉapelitaj adică cu pălărie), respectiv ⟨ĉ⟩, ⟨ĝ⟩, ⟨ĥ⟩, ⟨ŝ⟩, ⟨ĵ⟩ și ⟨ŭ⟩. Pentru că suportul pentru a scrie aceste caractere este uneori limitat, există posibilitatea de a le înlocui cu combinații de două litere, din care a doua literă este x sau h. De exemplu, ⟨ĉ⟩ poate fi scris și ⟨cx⟩ sau ⟨ch⟩, etc. Totuși, este preferată scrierea cu diacritice, atunci când se poate.

## Vocabular
Iată un scurt vocabular de bază al limbii:

homo-om;

domo-casă;

viro-bărbat;

virino-femeie;

knabo-băiat;

knabino-fată;

mi-eu;

vi-tu, dumneata, voi, dumneavoastră;

ŝi-ea;

pano-pâine;

saluton!-salut!;

bonan tagon!-bună ziua!;

Rumanio-România;

## Imnul esperantiștilor
Imnul esperantiștilor se intitulează La Espero (Speranța), și a fost scris de L.L. Zamenhof. Muzica a fost compusă de Félicien Menu de Ménil.
| La Espero En la mondon venis nova sento, tra la mondo iras forta voko; per flugiloj de facila vento nun de loko flugu ĝi al loko. Ne al glavo sangon soifanta ĝi la homan tiras familion: al la mond' eterne militanta ĝi promesas sanktan harmonion. Sub la sankta signo de l' espero kolektiĝas pacaj batalantoj, kaj rapide kreskas la afero per laboro de la esperantoj. Forte staras muroj de miljaroj inter la popoloj dividitaj; sed dissaltos la obstinaj baroj, per la sankta amo disbatitaj. Sur neŭtrala lingva fundamento, komprenante unu la alian, la popoloj faros en konsento unu grandan rondon familian. Nia diligenta kolegaro en laboro paca ne laciĝos, ĝis la bela sonĝo de l' homaro por eterna ben' efektiviĝos. | Speranța (traducere liberă) A venit în lume un nou simțământ, un nou apel străbate lumea; pe aripi de vânt lejer să zboare acum din loc în loc. Nu către spada însetată de sânge el atrage familia umană: lumii veșnic războinice îi promite o armonie sfântă. Sub semnul sfânt al speranței se strâng pașnicii luptători și repede evoluează afacerea prin munca celor care speră. Puternic stau ziduri milenare între popoarele divizate; însă vor sări în lături barierele încăpățânate dezbătute de sfânta dragoste. Pe temelia unei limbi neutre, înțelegându-se reciproc popoarele vor forma în armonie un mare cerc familial. Colegii noștri sârguincioși nu vor obosi în munca pentru pace, până când frumosul vis al omenirii nu se va desăvârși pentru totdeauna. |

## Organizații
Academia de Esperanto (Akademio de Esperanto) este organul suprem controlează evoluția limbii. Academia Esperanto este fondată în 1905, în timpul primului Congres Universal Esperanto, la propunerea lui Zamenhof, dar atunci sub numele de „Comitetul Lingvistic”. Numele „Academia Esperanto” a fost introdus de către comisia Comitetului Lingvistic. În 1948 ambele instituții au fost unite sub numele "Akademio de Esperanto".
Asociația Universală de Esperanto (UEA)(Universala Esperanto-Asocio) este cea mai mare asociație de esperantofoni din lume, cu membri în circa 120 de țări. Își are sediul central în Olanda: Nieuwe Binnenweg 176, NL-3015 BJ Rotterdam. www.uea.org. Publică revista Esperanto și alte publicații.
Organizația Mondială a Tineretului Esperantist (Tutmonda Esperantista Junulara Organizo) este secția pentru tineret are aceeași adresă. Publică revista Kontakto.
Liga Internațională a Învățătorilor de Esperanto (Internacia Ligo de Esperantistaj Instruistoj) este creată în special pentru instructorii de/despre Esperanto.
Esperanto@Internet(Esperanto@Interreto) Organizație ce combină esperanto și internetul. Internetul este un instrument de comunicare fără bariere fizice, iar esperanto nu are bariere lingvistice. Împreună ei ajută toată lumea să comunice ușor și mai rapid! 
Esperantic Studies Foundation  - susține explorarea și învățarea limbii esperanto și a temelor legate de comunicarea interlingvistică, mai ales în raport cu înalta educație din America de Nord.
Mișcarea Internațională A Bicicliștilor Esperantiști (Biciklista Esperanto-Movado Internacia) dedicată celor cărora le place să bicicleze și să vorbească în același timp! Organizează regulat diferite caravane de biciclete, în legătură cu Congresul Internațional al Tinerilor Esperantiști sau alte evenimente.
Asociația Română de Esperanto reunește esperantiștii din toată România care sunt organizați în asociații și cluburi locale, bd. Vasile Pârvan 4, 300223 Timișoara. Publică neregulat buletinul ES-TO.
Academia Internațională de Știinte San Marino este o instituție privată de învățământ superior cu sediul în San Marino. Academia are cinci limbi oficiale și una din ele este esperanto.